# Proceratophrys bagnoi
Proceratophrys bagnoi es una especie de anfibio anuro de la familia Odontophrynidae.

## Distribución geográfica
Esta especie es endémica de Goiás en Brasil.

## Descripción
Los machos miden de 31.4 a 47.2 mm y las hembras de 43.7 a 58.9 mm.

## Etimología
Esta especie lleva el nombre en honor a Marcelo Araújo Bagno.

## Publicación original
- Brandão, Caramaschi, Vaz-Silva & Campos, 2013 : Three new species of Proceratophrys Miranda-Ribeiro 1920 from Brazilian Cerrado (Anura, Odontophrynidae). Zootaxa, n.º 3750, p. 321-347.[2]